# Пантелюк, Юрий Иосифович
Юрий Иосифович Пантелюк (1911, село Джуров, Австро-Венгрия — 5 ноября 1966, Каменка-Бугская, Львовская область) — советский государственный деятель, председатель Станиславского облисполкома (1952—1955).

## Биография
Родился в семье крестьянина-бедняка в деревне Джуров (по другим данным — в селе Новоселица). Оставшись круглым сиротой, работал в хозяйстве своего дяди, учился в сельской школе, а затем в средней торгово-кооперативной школе в городе Коломыя.
Принимал активное участие в коммунистическом революционном движении на Станиславщине. Член Коммунистической партии Западной Украины (КПЗУ). В 1932 г. был арестован и за революционную деятельность осужден польскими властями к 4,5 годам заключения, которое отбывал в коломыйской тюрьме. Вернувшись в родное село, продолжал революционную деятельность и снова попал в тюрьму.
С сентября 1939 года возглавлял временный крестьянский комитет села Джуров (Станиславского воеводства), избирался депутатом Народного Собрания Западной Украины. Работал председателем колхоза в селе Джуров.
В 1940 году был избран депутатом Верховного Совета УССР.
До 1941 года работал заместителем председателя исполнительного комитета Снятинской районного совета депутатов трудящихся Станиславской области.
Участник Великой Отечественной войны. Воевал в составе Народного Войска Польского, служил политруком. Был дважды ранен.
Член ВКП(б) с 1947 г. В том же году окончил Высшую партийную школу при ЦК КП(б) Украины
До 1947 года работал председателем исполнительного комитета Заболотовского районного совета депутатов трудящихся Станиславской области.
С декабря 1950 по январь 1952 гг. председатель исполнительного комитета Коломыйского городского совета депутатов трудящихся Станиславской области,
В 1952—1955 гг. председатель исполнительного комитета Станиславского областного совета депутатов трудящихся,
В 1957—1961 гг. — председатель правления колхоза, позже — директор совхоза «Победа» в селе Сокольники, Пустомытовского района Львовской области.
С 1961 г. — председатель правления колхоза «Украина» Каменко-Бугского района Львовской области.
Депутат Верховного Совета УССР 1-4-го созывов. Кандидат в члены ЦК КП Украины (1952—1956).
Похоронен на Лычаковском кладбище в Львове.

## Награды и звания
- Орденом Ленина
- Орденом «Знак Почета» (23.01.1948).